# スターバックスコーヒージャパン
スターバックスコーヒージャパン株式会社（英: Starbucks Coffee Japan, Limited）は、スターバックスブランドの日本国内でのコーヒーストアの経営及びコーヒーや関連商品の販売を行う企業。
日本ではスターバックスの略称として「スタバ」とも呼ばれ、『現代用語の基礎知識』2001年版に若者用語として掲載された。

## 歴史
1992年（平成4年）12月、新東京国際空港（現・成田国際空港）第2ターミナルの制限区域内に、米国大手ホテルチェーンのマリオット・インターナショナルなどが出資したフードコート内の一店舗として開業した。なお、当時のスターバックス社は「当面は米国内の展開で精いっぱい」と説明しており、この出店についても「あくまでも例外。海外展開を始めるつもりはない」として、その後わずか9か月で撤退している。
1995年（平成7年）10月、株式会社サザビーが、米国Starbucks Coffee International, Inc.との合弁で、スターバックスコーヒージャパン株式会社を設立。サザビー社長（当時）鈴木陸三の兄である角田雄二が代表取締役社長に就任した。
翌1996年（平成8年）8月2日、東京都銀座に、北米地区以外では初めてとなる日本1号店を出店。
2006年（平成18年）7月31日、千代田区霞が関の経済産業省内に出店。中央省庁への初出店となった。
2010年（平成22年）5月12日、日本で初めて仙台クリスロード店が地域活動の場として開放された。
2013年3月、渋谷区千駄ヶ谷から品川区上大崎（新目黒東急ビル）に日本法人の本社を移転している。
2013年5月11日、本社1階に目黒店を開業、日本国内における店舗数が1,000軒となった。一国で1,000店に達した例はアメリカ、カナダ以外では初。
2013年12月18日、日本国内985店舗（当時）でもっとも標高の高い場所にある「横手山山頂店」（標高2,307メートル）を長野県志賀高原の横手山スキー場のリフト山頂駅舎の2階でオープンした。スキー場への出店も同社初となる。近くのヒュッテにてパンを販売しているため、提供するのは11種類の飲み物のみ。オープン時の契約では2014年5月までの期間限定店舗であり、営業本部は地域活性化に向け通年営業に切り替える方向で話を進めていたが、営業合意にいたらなかったため当初の予定通りの期日で閉店した。
2014年9月23日（米国時間）、スターバックス・コーポレーションは、スターバックスコーヒージャパンを完全子会社化することを発表。日本における合弁相手であるサザビーリーグは、同社が保有するスターバックスジャパン株式の全部につき、公開買付けに応じることに合意した。
2014年10月31日、サザビーリーグ保有株をスターバックス・コーポレーション傘下のSolar Japan Holdings合同会社が取得し、スターバックスコーヒージャパンはスターバックス・コーポレーションの子会社となった。さらに、サザビーリーグ以外の株主および新株予約権者を対象とした2回目の公開買付けを行い、同年12月にはスターバックス・コーポレーションが間接的に93.62パーセントの株式を取得。二段階買収の手続きを経て、2015年3月26日をもってスターバックス・コーポレーションはスターバックスコーヒージャパンを完全子会社化した。

## 沿革
- 1995年10月 - スターバックスコーヒーインターナショナルと株式会社サザビー（現：株式会社サザビーリーグ）の合弁事業により設立[19]。
- 1996年8月 - 銀座松屋通りに日本での第1号店「銀座松屋通り店」をオープン[19]。
- 1998年11月 - 関西地区における第1号店「梅田HEP FIVE店」をオープン[19]。
- 1999年3月 - 本部であるサポートセンターを東京・渋谷区神宮前2丁目22番16号に移転[19]。
- 2001年10月 - 大証ナスダック・ジャパン市場（現：JASDAQ）に上場[20][21] 。
- 2002年12月 - プリペイド式磁気カード「スターバックス カード」を日本国内で導入[20]。
- 2003年11月 - 日本国内500店舗（名古屋 伏見 ATビル店（名古屋中央区））となる[20]。
- 2006年12月 - ジェイアール東海パッセンジャーズとのライセンス契約により「静岡駅 新幹線ラチ内店」（静岡県静岡市）をオープン[22]。
- 2007年9月 - エームサービスとライセンス契約を行い、企業内立地や病院内立地などでの店舗展開に合意[22]。
- 2010年4月 - 全日本空輸（ANA）と提携合意[22]。
- 2014年10月 - 株式会社サザビーリーグがスターバックスコーヒージャパン株式会社の保有全株式を米国スターバックス・コーポレーションに500億円で売却。
- 2015年3月 - 米国スターバックスによる完全子会社化が決定したため上場廃止[23] 。
- 2020年1月 - 環境保護を目的としてストローをプラスチック製からストロー紙製へ順次切り替えを開始した[24][25]。
  - その後、利用者からの意見を受け2025年1月から植物由来のバイオマスプラスチック製のストローを沖縄県の店舗で先行導入し3月24日から全国の店舗で切り替えた[26][27][28]。
- 2021年11月 - 持ち帰り容器のシェアリングサービス「Re&Go（リーアンドゴー）」を活用して飲料カップの再利用の実証実験を実施[29]。
- 2022年6月 - プラスチック製の蓋を付けずに冷たい飲料を提供する取り組みを全約1700店に拡大すると発表。年間約100トンのプラスチック削減効果を見込む[30]。
- 2023年5月 - 従業員に対して、ドレスコードに対するアンケートを実施した[31]。
- 2025年2月 - 空港内や東京23区・大阪市・名古屋市などで立地別価格を導入[32]。

## 本社
東京都品川区のビルに本社を置き、同じ建物にスターバックス目黒店が入っている。各会議室には、グアテマラやブラジル、メキシコ、ルワンダなどコーヒー豆の原産国の国名が部屋の名前に付けられており、応接室には「Espresso（エスプレッソ）」という名前が付けられている。また4階フロアの会議室にはドリンクのサイズの名称が付けられている。

## 店舗
日本国内の店舗は、空港（一般区域・制限区域）、JR駅構内、高速道路サービスエリア、TSUTAYA店内、遊園地敷地内（富士急ハイランド、よみうりランド）などにも出店している。
事業所内の店舗としては、六本木ヒルズ森タワーにあるゴールドマン・サックスの日本法人内社員専用の店舗が設置されている。なお、トヨタ会館内の「トヨタ自動車本社店」は一般客も利用可能であった（トヨタ自動車本社店は2022年12月28日をもって閉店）。
レシートの店舗名の横に番号（#xxxx）が記載されており、店舗ごとに固有の番号が付与されている。契約順に番号が付与され、#1は銀座松屋通り店。公式サイトの店舗のURL末尾のid番号が店舗番号に対応している。
日本のスターバックスでは、銀座の1号店をはじめとした各地でコーヒーセミナーを開催している。1回2時間程度で、コーヒーの基礎知識から正しい淹れ方や飲み比べなどを通して、コーヒーをより身近に親しむことができるプログラムとなっている。すべてのプログラムを受講すると修了証がもらえる。
年に100店舗程度を新規出店しており、2018年時点で約1,300店を展開する。大手チェーン企業であるが、京都市では日本家屋を改装する（京都二寧坂ヤサカ茶屋店）など、外観や内装は地域の事情に合わせている。日本に約30人の店舗デザイナーがおり、アメリカ本社の方針でもある「Local Relevant（地域への関わり）」を重視した戦略をとっている。 
神奈川県鎌倉市御成町にある鎌倉御成町店は、漫画家横山隆一邸の跡地に建てられたため、店内で横山の代表作である『フクちゃん』の4コマ漫画を展示している。
東京都国立市にあるnonowa国立店はスターバックスとしては世界で5店舗目となるサイニングストアを導入しており、この店舗では従業員の半数以上を聴覚障害者を雇用。客や従業員間でのコミュニケーションについては手話や筆談などを採用している。
渋谷スクランブル交差点を見下ろすSHIBUYA TSUTAYA店は、一店舗辺りの売上ではスターバックス店舗世界一を誇る。

### フリーWi-Fiの導入
アメリカ本国のスターバックス店舗は、自宅でも職場でもない第三の場所「サード・プレイス」としての特徴を打ち出し、当時の日本の喫茶店とは一線を画するもので、日本においてもスターバックスの特徴として認識された。ただし日本では、客の長居やパソコン利用を制限する店舗が存在するなど、必ずしも米国と同様の店舗運営を行っているわけではない。
そうした経営思想から、米国のスターバックス店舗では、フリーWi-Fiが提供されていたが、日本でも2009年12月からエヌ・ティ・ティ・ブロードバンドプラットフォームと提携し大都市圏の店舗からアクセスポイントの設置を開始、2010年12月までに全国の店舗に設置し、NTT東日本のフレッツ・スポットとNTTドコモのMzone（現・docomo Wi-Fi）による公衆無線LANサービスの提供を開始した。さらに、2010年6月からはソフトバンクモバイル、ソフトバンクテレコムと共同でソフトバンクWi-Fiスポットの運用を開始した。

### 山陰地方への出店
2010年代に入り、47都道府県のうち、これまで店舗がなかった山陰地方へ展開を開始。2013年3月に島根県松江市のJR松江駅構内にあるシャミネ松江店が山陰1号店として開店し、オープン当日の売り上げが日本国内店舗における最高額を記録した。これに続いて出雲大社店が開店した。
島根県への出店により鳥取県は唯一出店のない県となったが、翌2014年1月15日、鳥取県にも鳥取駅南口への出店が検討されていると報じられ、翌2015年4月22日の正式発表を経て、2015年5月23日にシャミネ鳥取店が開店し、1996年の日本1号店開店以来、およそ19年で全国47都道府県に店舗が展開された。なお、日本でのライバルであるドトールコーヒーは、この時点では島根県への進出を果たしていなかったため、全国制覇はスターバックスの方が早かった。

また、2014年時点では鳥取県が日本国内で唯一「スターバックスのない県」となったことから、それを逆手に取る形で、スターバックスの略称「スタバ」と鳥取砂丘を掛けた店名の喫茶店「すなば珈琲」がオープンしたことも話題となった。

### ギャラリー

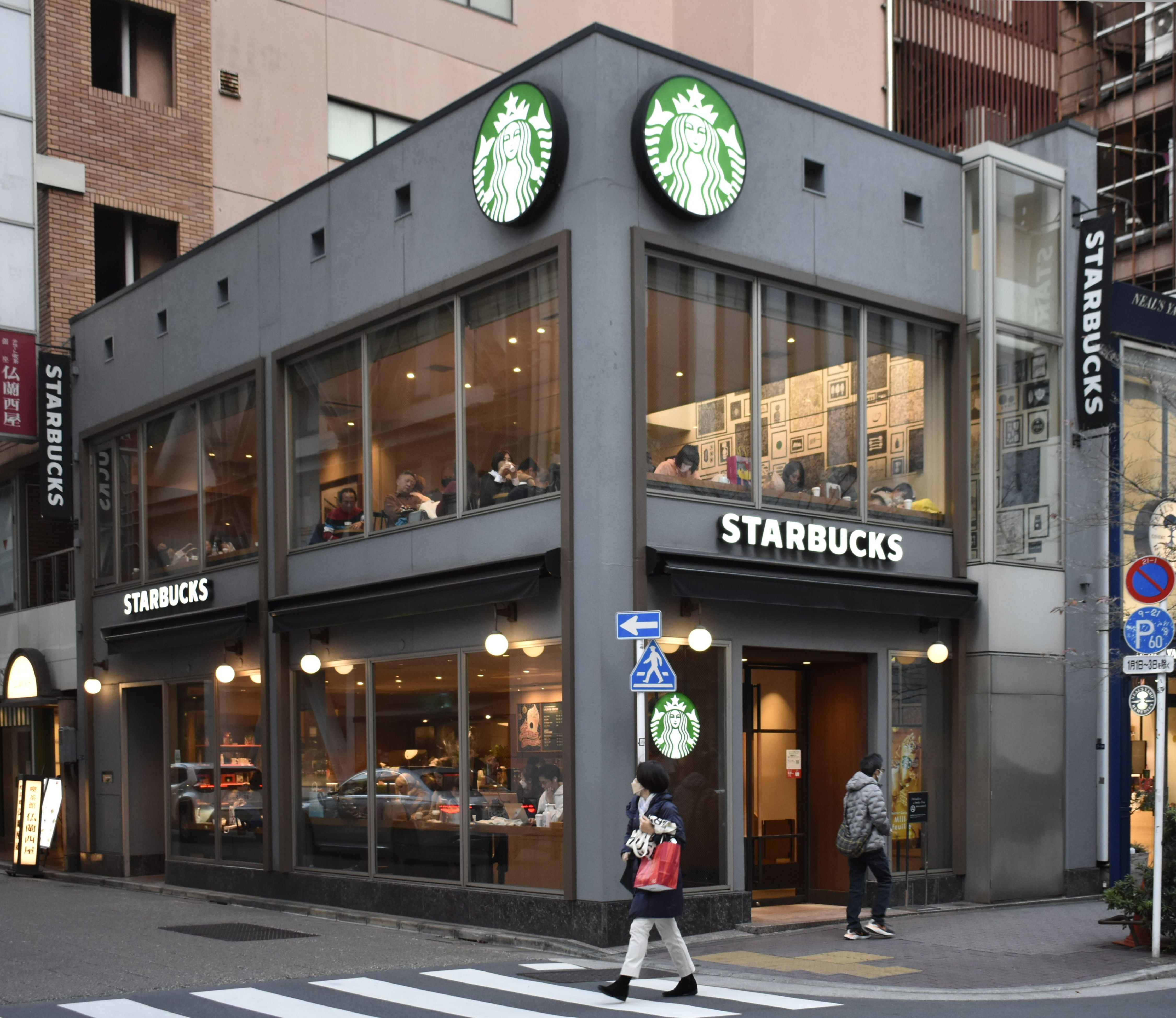
銀座松屋通り店 日本1号店（2022年12月12日撮影）
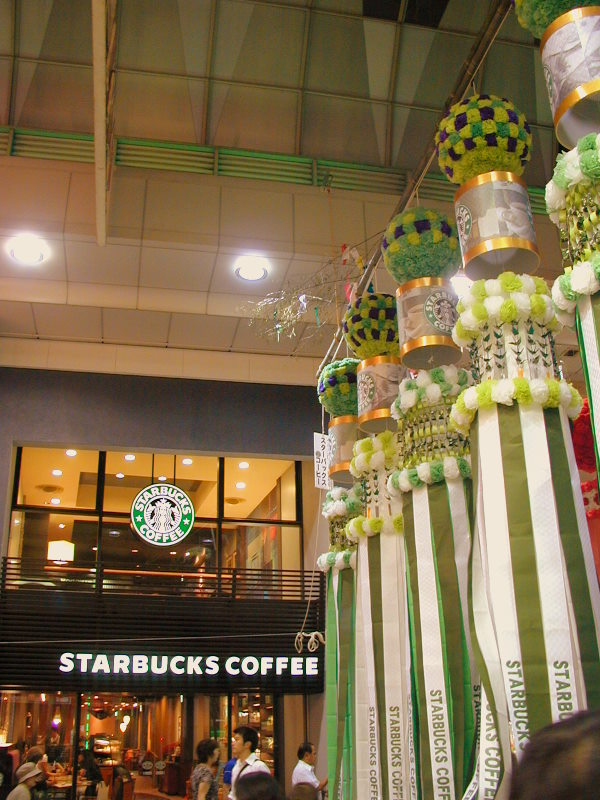
仙台クリスロード店とスターバックスの仙台七夕飾り
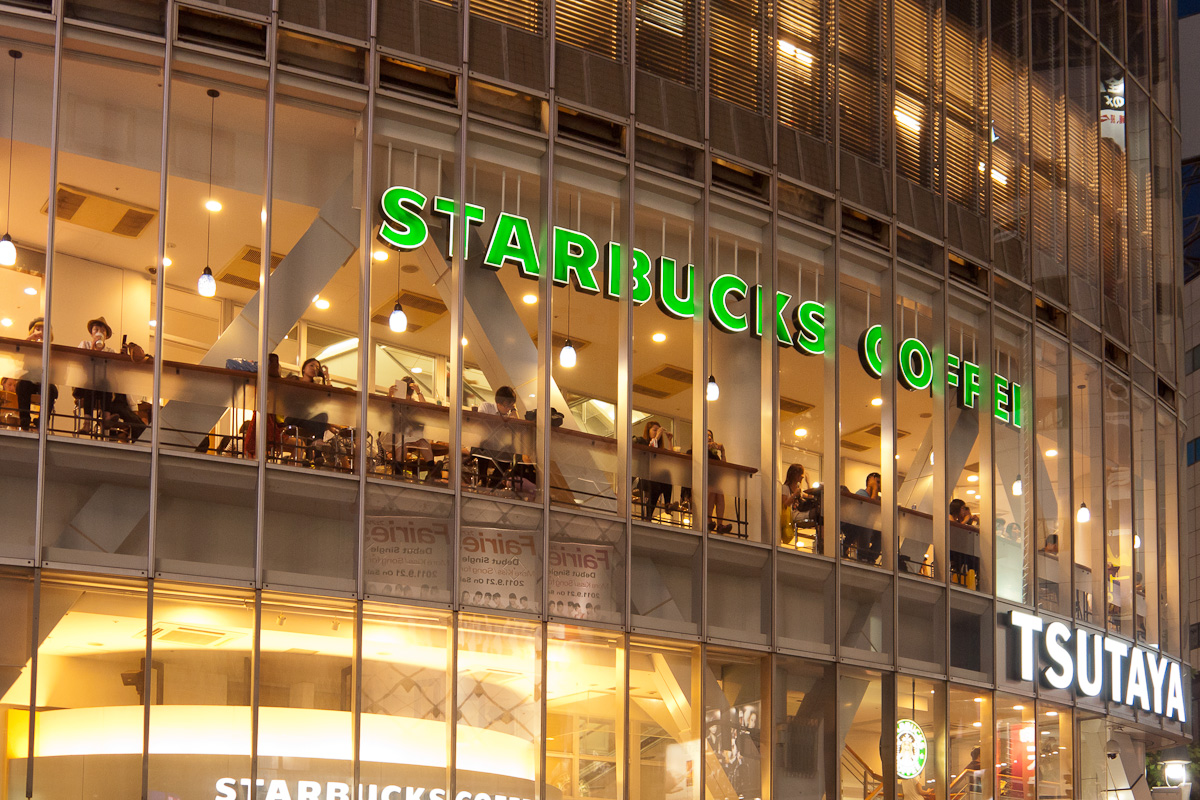
SHIBUYA TSUTAYA店 スターバックス店舗売上数世界一
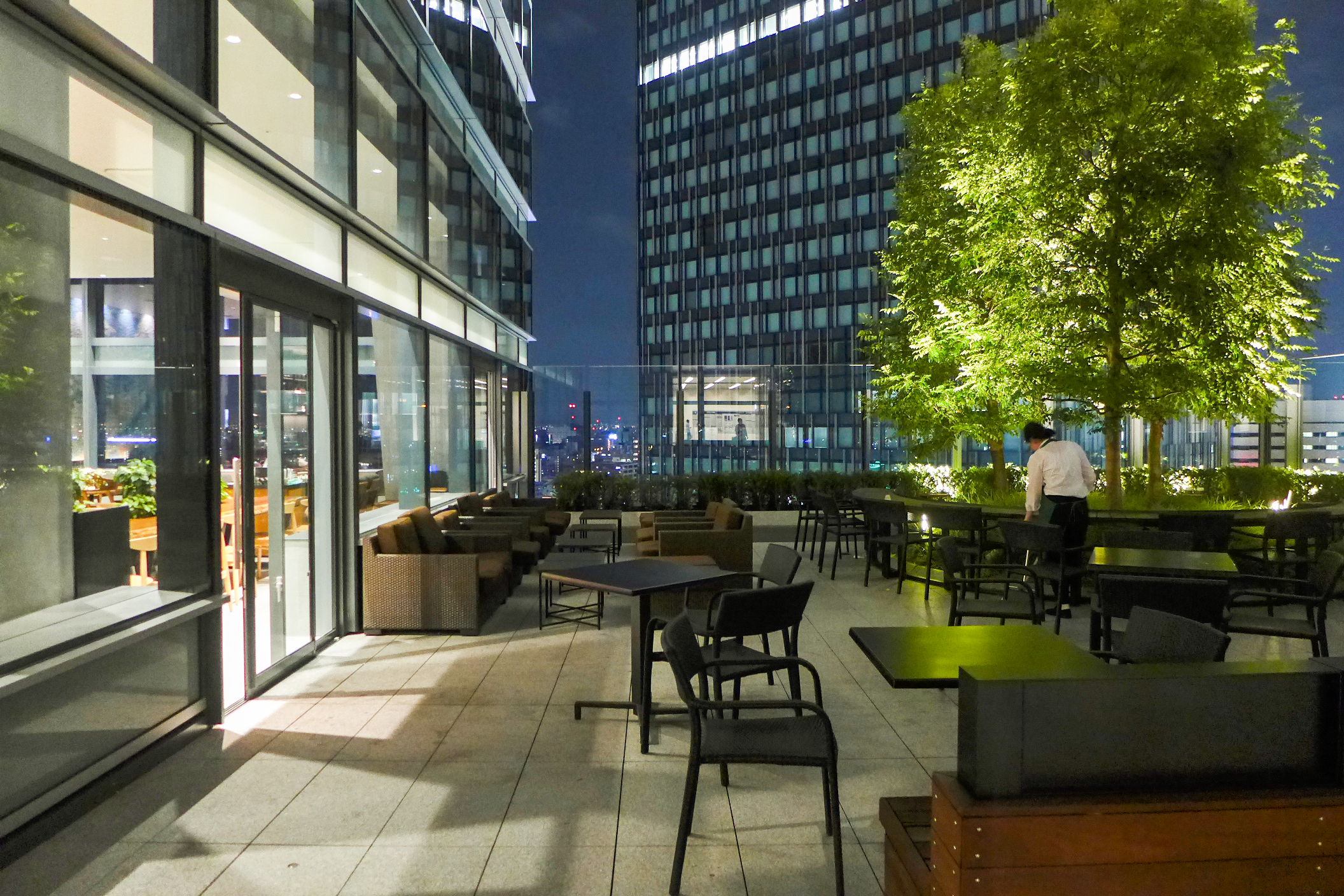
名古屋JRゲートタワー店 日本一高所にある店舗
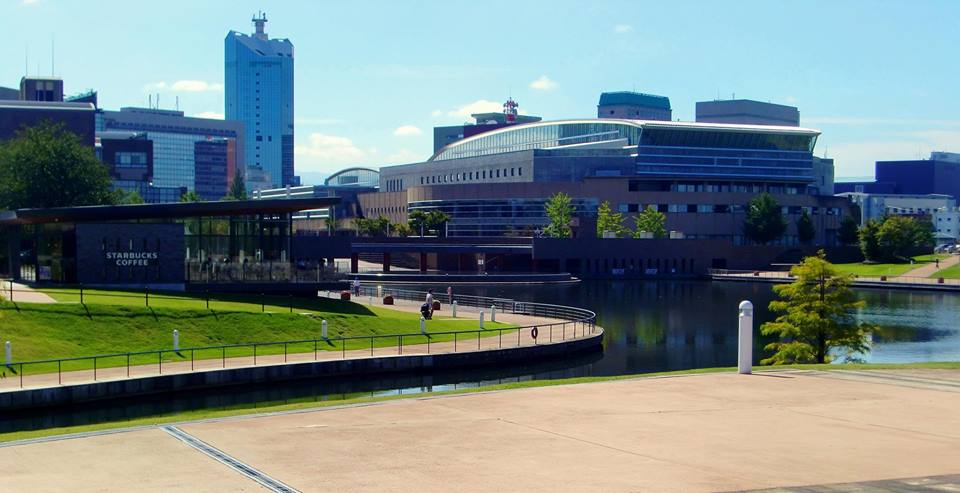
富山環水公園店 2008年度ストアデザイン賞受賞
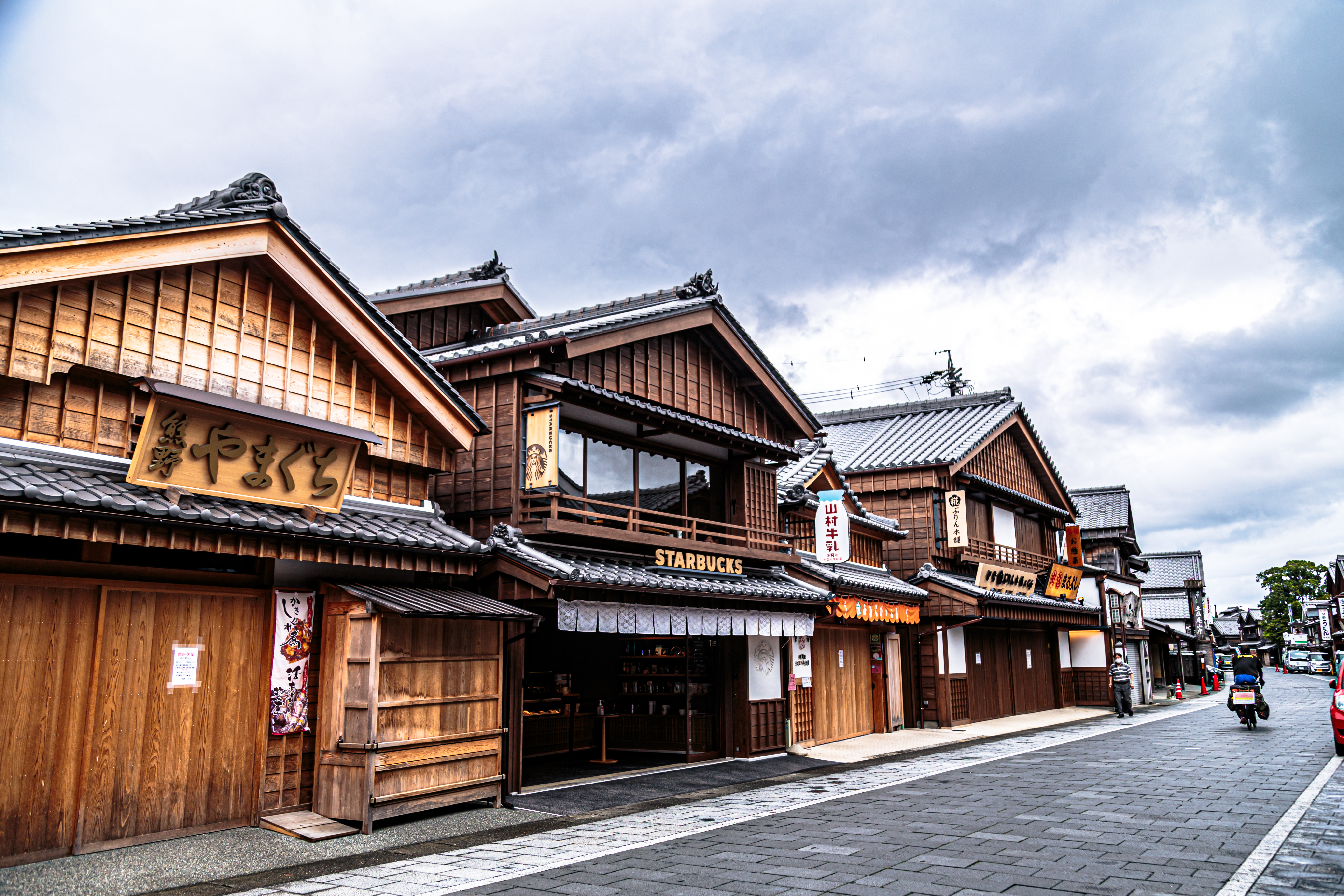
伊勢 内宮前店 おはらい町の町並みに合わせた木造建築
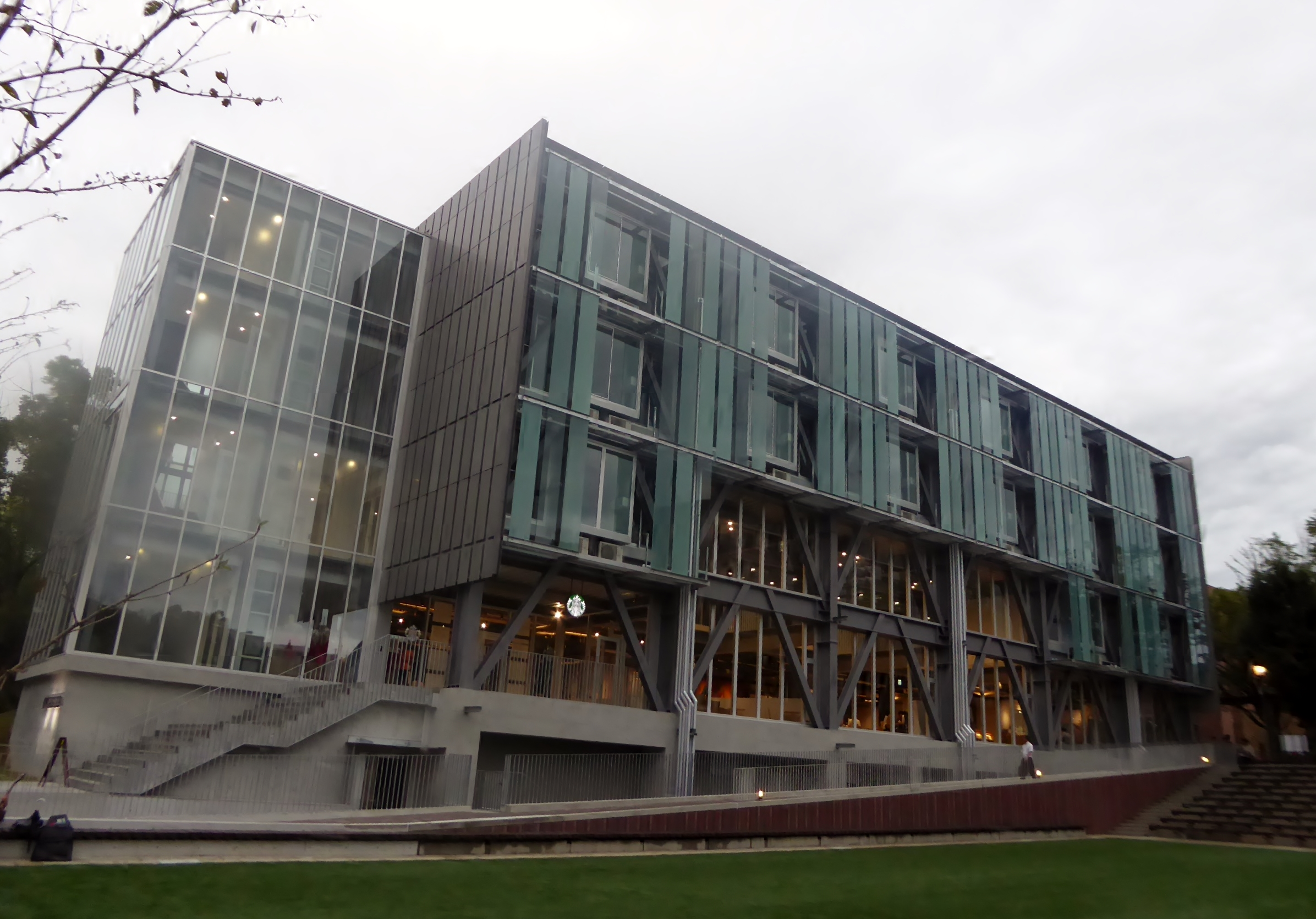
関西大学 千里山店 大学内の店舗
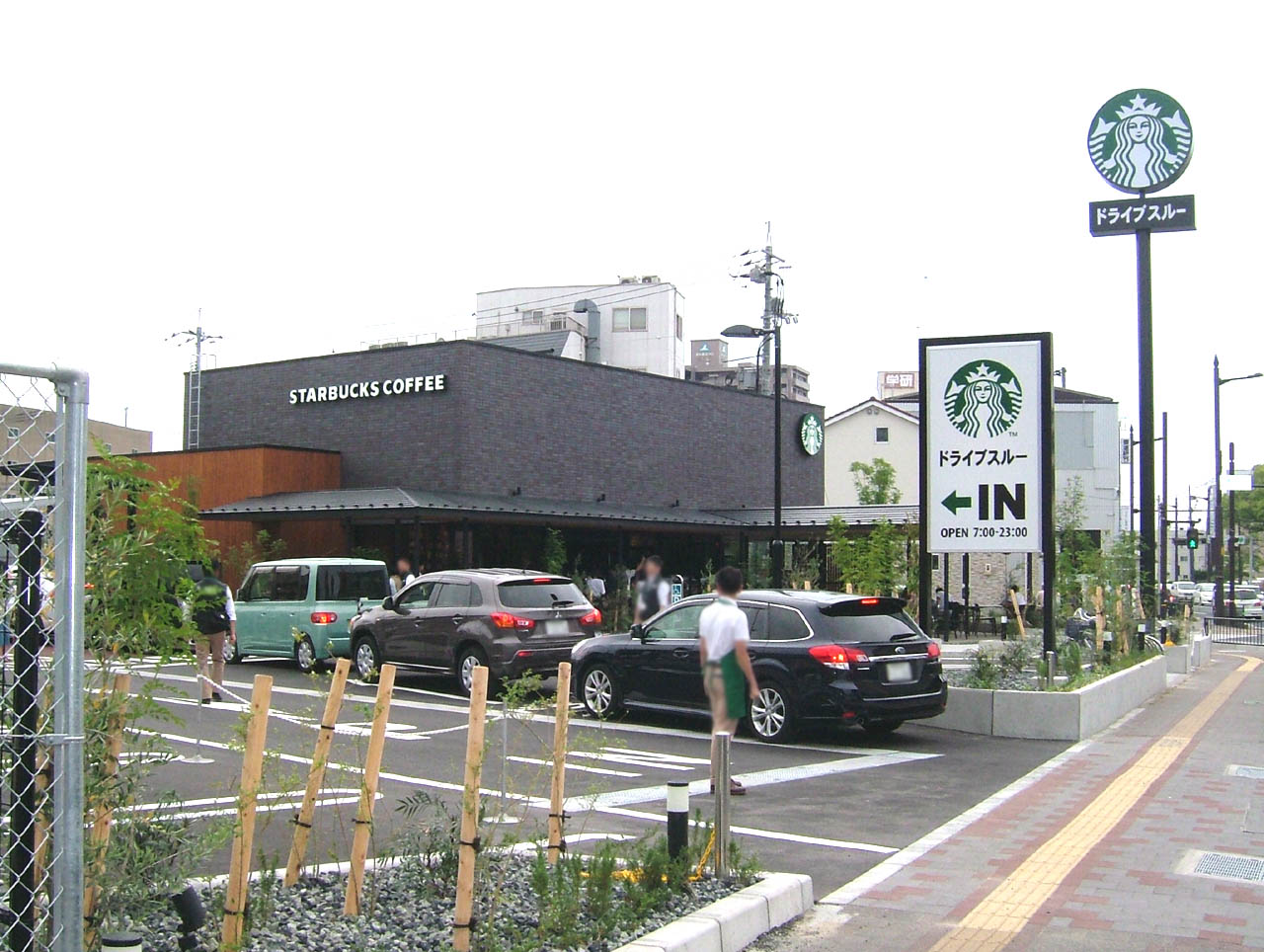
シャミネ鳥取店 47都道府県中最後の出店
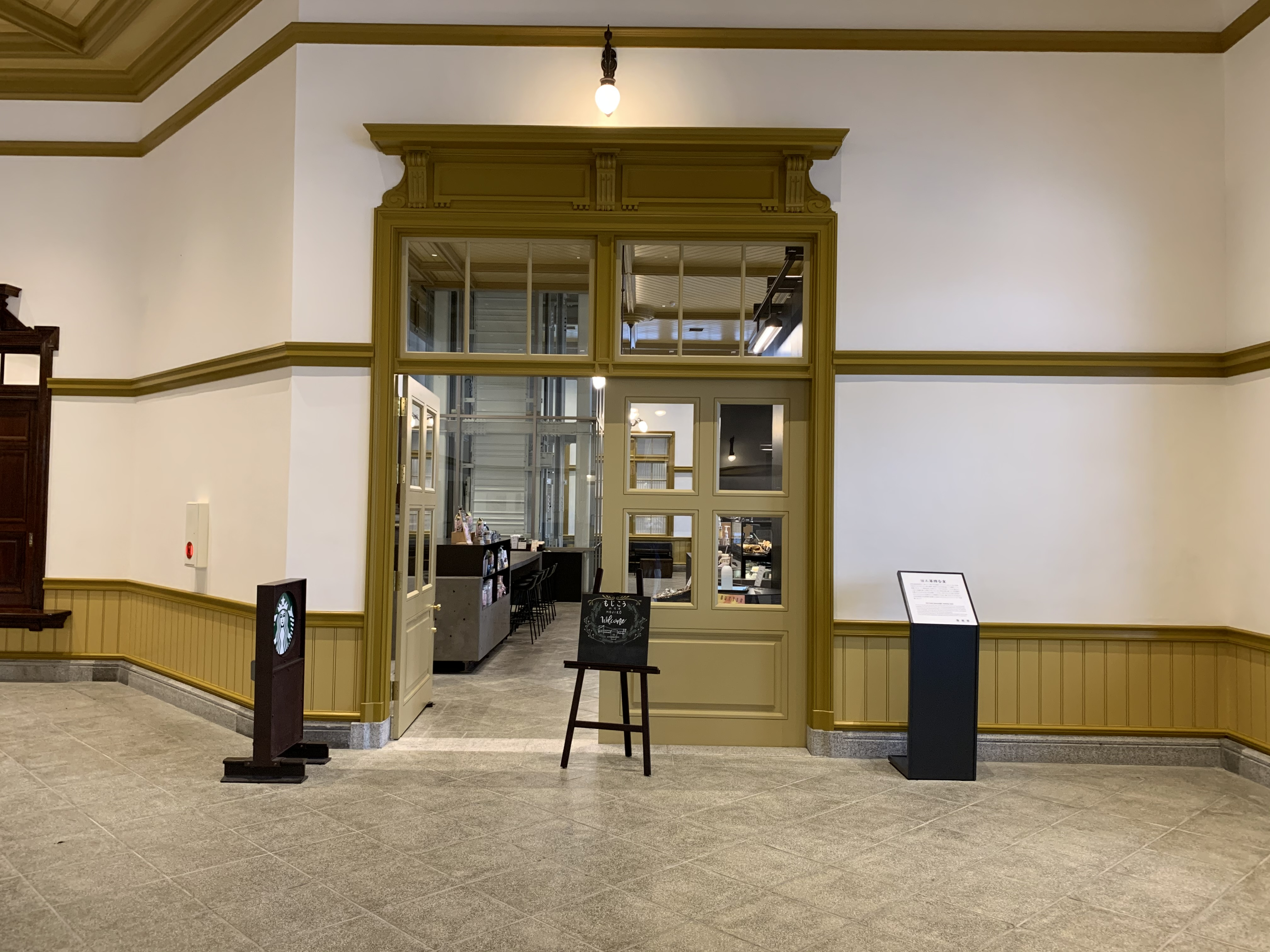
門司港駅店 旧三等待合室

## テレビ番組
- 日経スペシャル カンブリア宮殿「客に幸せをもたらす スターバックスジャパンの戦略」テレビ東京、2021年6月24日放送[46]

## 関連書籍
- 小石原はるか 著『スターバックスマニアックス』小学館（小学館文庫）、2001年7月1日。ISBN 4094177213
- ぴあ 編『Starbucks A to Z スターバックスのことならなんでもわかる総合ガイド』ぴあ、2002年4月20日。ISBN 4835602099
- 枻出版社 編『スターバックス大解剖』枻出版社、2007年2月15日。ISBN 4777906930
- 黒石和宏 著『人が輝くサービス スターバックスと僕の成長物語』ディスカヴァー・トゥエンティワン、2009年8月5日。ISBN 9784887597297